# Новосельцев, Александр Васильевич
Александр Васильевич Новосельцев (род. 21 марта 1958, Сталинград) — российский писатель, публицист, краевед, архитектор. Член Союза писателей России, член союза архитекторов, советник Российской Академии архитектуры и строительных наук. Лауреат Большой литературной премии России (2007).

## Биография
Родился в Сталинграде 21 марта в 1958 году. После завершения обучения в школе, трудоустроился на работу слесарем на заводе, позже был призван в ряды Советской армии. Демобилизовавшись, поступил обучаться и успешно завершил в 1983 году архитектурный факультет Волгоградского инженерно-строительного института. После переехал на постоянное место жительство в город Елец, где на протяжении длительного времени трудился главным архитектором города. С его участием и по его проектным работам были возведены жилые и общественные здания, проведены реставрационные работы в храмах, отремонтирована усадьба Ивана Бунина в Озёрках и музей писателя в Ельце.
В дальнейшем работал архитектором Государственной дирекции по охране культурного наследия Липецкой области. Член Союза архитекторов, советник Российской Академии архитектуры и строительных наук, является независимым экспертом Министерства культуры Российской Федерации. Доцент Елецкого государственного университета им. И. А. Бунина.
В 2001 году был принят в члены Союза писателей России, а также имеет членство в Союзе писателей Республики Сербия.
Огромное внимание Новосельцев уделяет литературе. В 2006 году была опубликована его дебютная книга прозы «Пал» о жизни современной деревни. В 2007 году это издание было отмечено высшей литературной наградой – «Большой литературной премией России». В 2014 году читатель увидел его сборник рассказов «Свет надежды», который также о русской деревне и её обывателях. Его творческие труды постоянно печатаются в областных газетах, журналах «Дон», «Встреча», «Роман-журнал XXI век», «Подъем», «Петровский мост», альманахе «Собор». Некоторые его произведения в 2015 году вошли в сборник «Писатели Липецкого края. Антология. XXI век». В 2018 году в свет вышел трёхтомник Новосельцева "Избранное", куда вошли все его литературные сочинения. 
Его работы по краеведению являются большим научным и востребованным трудом. Александр Васильевич личность разносторонняя - он исполнитель вокальных композиций, участник музыкального ансамбля «Червлёный Яр». Композитор и исполнитель музыки в спектакле "Гроза" елецкого театра "Бенефис".
Проживает в Ельце Липецкой области.

## Награды и премии
- 2005 - лауреат литературной премии «Имперская культура» имени Э. Володина,
- 2006 - лауреат Большой литературной премии,
- 2006 - лауреат Всероссийского литературного конкурса на лучший короткий рассказ им. В. М. Шукшина «Светлые души», за рассказ «Завещание»;
- 2007 - лауреат областной премии им. И. А. Бунина, за книгу художественной прозы «Пал»;
- 2019 - лауреат премии Центрального федерального округа в области литературы и искусства за трехтомник "Избранное".